# Morti il 17 luglio

## IV secolo(1)
- 387 - Filastrio, vescovo

## V secolo(1)
- 412 - Alessio di Roma, santo e nobile romano

## VI secolo(1)
- 521 - Magno Felice Ennodio, retore e poeta romano

## IX secolo(1)
- 855 - Papa Leone IV, papa, cardinale e vescovo italiano (n. 790)

## X secolo(1)
- 924 - Edoardo il Vecchio, sovrano

## XI secolo(3)
- 1070 - Baldovino VI di Fiandra, conte
- 1077 - Ugo d'Eu, vescovo francese
- 1085 - Roberto il Guiscardo, condottiero normanno

## XII secolo(4)
- 1119 - Baldovino VII di Fiandra, conte
- 1134 - Aimerico II di Narbona, nobile franco
- 1134 - Centullo VI di Béarn, nobile francese
- 1177 - Fujiwara no Kiyosuke, poeta giapponese (n. 1104)

## XIII secolo(1)
- 1210 - Sverker II di Svezia, re (n. 1164)

## XIV secolo(6)
- 1310 - Manfredi Maletta, nobile italiano (n. 1232)
- 1350 - Annibaldo Caetani, cardinale, arcivescovo cattolico e teologo italiano
- 1372 - Malatesta Ungaro, generale italiano (n. 1327)
- 1373 - Giberto IV da Correggio, politico e condottiero italiano
- 1383 - Giacomo del Balzo, imperatore
- 1399 - Edvige di Polonia, regina ungherese (n. 1374)

## XV secolo(7)
- 1420 - Polissena Ruffo, nobile italiana (n. 1400)
- 1446 - Giberto II Pio, politico e condottiero italiano
- 1450 - Francesco I di Bretagna, nobile francese (n. 1414)
- 1453 - John Talbot, I conte di Shrewsbury, nobile e generale inglese
- 1473 - Scipione Damiano, vescovo cattolico italiano
- 1489 - Francesco da Nardò, umanista e teologo italiano
- 1497 - Benedetto Ghirlandaio, pittore italiano (n. 1458)

## XVI secolo(7)
- 1547 - Giovanni Corsi, umanista e diplomatico italiano (n. 1472)
- 1558 - Giorgio I di Württemberg-Mömpelgard, nobile tedesco (n. 1498)
- 1559 - Agostino Moreschini, religioso, predicatore e teologo italiano
- 1566 - Bartolomé de Las Casas, vescovo cattolico spagnolo
- 1566 - Angelo Massarelli, vescovo cattolico italiano (n. 1510)
- 1576 - Luigi Carafa della Stadera, II principe di Stigliano, nobile e politico italiano (n. 1511)
- 1600 - Hosokawa Tamako, giapponese (n. 1563)

## XVII secolo(12)
- 1615 - Cesare Lupi, condottiero italiano (n. 1575)
- 1627 - Pedro Álvarez de Toledo y Colonna, diplomatico e nobile spagnolo (n. 1546)
- 1627 - Lieven de Key, architetto fiammingo (n. 1560)
- 1632 - Hendrick van Balen, pittore fiammingo (n. 1575)
- 1645 - Robert Carr, I conte di Somerset, nobile britannico (n. 1587)
- 1646 - Date Shigezane, militare giapponese (n. 1568)
- 1650 - Gridonia Gonzaga, religiosa italiana (n. 1592)
- 1652 - Edward Sackville, IV conte di Dorset, politico inglese (n. 1591)
- 1657 - Lazzaro Mocenigo, ammiraglio italiano (n. 1624)
- 1657 - Eleonora Maria di Anhalt-Bernburg, principessa tedesca (n. 1600)
- 1673 - Giulio Pezzola, brigante italiano (n. 1598)
- 1676 - Marie-Madeleine d'Aubray, nobile e serial killer francese (n. 1630)

## XVIII secolo(25)
- 1701 - Giulio Cesare Arresti, musicista italiano (n. 1619)
- 1701 - Vladimir Dmitrievič Dolgorukov, ufficiale russo (n. 1638)
- 1709 - Pascal Collasse, compositore francese (n. 1649)
- 1717 - Juan María de Salvatierra, religioso e missionario italiano (n. 1648)
- 1726 - William Cadogan, I conte Cadogan, nobile e ufficiale inglese (n. 1675)
- 1744 - Charles d'Orléans de Rothelin, numismatico, teologo e presbitero francese (n. 1691)
- 1749 - Samuel Henzi, scrittore e rivoluzionario svizzero (n. 1701)
- 1755 - Maria Elisabetta di Schleswig-Holstein-Gottorp, religiosa tedesca (n. 1678)
- 1762 - Pietro III di Russia, sovrano russo (n. 1728)
- 1762 - Luca Melchiore Tempi, cardinale e arcivescovo cattolico italiano (n. 1688)
- 1763 - Emanuele Maurizio d'Elbeuf, generale francese (n. 1677)
- 1766 - Giuseppe Castiglione, gesuita, missionario e pittore italiano (n. 1688)
- 1771 - Aleksej Grigor'evič Razumovskij, ucraino (n. 1709)
- 1776 - Henrietta Godolphin, nobildonna inglese (n. 1701)
- 1781 - Pietro Beccadelli di Bologna, diplomatico e politico italiano (n. 1697)
- 1790 - Johann II Bernoulli, matematico svizzero (n. 1710)
- 1790 - Adam Smith, filosofo e economista scozzese (n. 1723)
- 1791 - Joachim Georg Darjes, filosofo, giurista e economista tedesco (n. 1714)
- 1793 - Joseph Chalier, rivoluzionario francese (n. 1747)
- 1793 - Charlotte Corday, rivoluzionaria francese (n. 1768)
- 1793 - Faizullah Khan Bahadur, principe indiano (n. 1730)
- 1794 - Jean-Frédéric Edelmann, compositore francese (n. 1749)
- 1794 - John Roebuck, inventore, chimico e medico inglese (n. 1718)
- 1798 - Henry Joy McCracken, imprenditore irlandese (n. 1767)
- 1800 - Federico Anders, pittore tedesco

## XIX secolo(48)
- 1803 - Adolfo d'Assia-Philippsthal-Barchfeld, nobile (n. 1743)
- 1811 - Christian Schkuhr, botanico tedesco (n. 1741)
- 1812 - John Broadwood, imprenditore scozzese (n. 1732)
- 1816 - Sébastien Gérardin, naturalista, ornitologo e botanico francese (n. 1751)
- 1821 - Fulgencio Yegros, militare e politico paraguaiano (n. 1780)
- 1822 - Hatice Sultan, principessa ottomana (n. 1768)
- 1825 - William Beauclerk, VIII duca di St. Albans, nobile inglese (n. 1766)
- 1827 - George Douglas, XVI conte di Morton, nobile scozzese (n. 1761)
- 1829 - Gaetano Emanuele Bava di San Paolo, letterato e scrittore italiano (n. 1737)
- 1845 - Charles Grey, II conte Grey, nobile e politico britannico (n. 1764)
- 1852 - Salvadore Cammarano, librettista e commediografo italiano (n. 1801)
- 1853 - Domenico Mazzoni, filosofo e presbitero italiano (n. 1783)
- 1854 - Carlo d'Assia-Philippsthal-Barchfeld, nobile (n. 1784)
- 1859 - Petrus Borel, scrittore, letterato e poeta francese (n. 1809)
- 1859 - Stefania di Hohenzollern-Sigmaringen, regina (n. 1837)
- 1863 - Jacob Heinrich Wilhelm Lehmann, astronomo tedesco (n. 1800)
- 1863 - James Johnston Pettigrew, generale statunitense (n. 1828)
- 1865 - Pietro Gioja, avvocato, politico e patriota italiano (n. 1795)
- 1865 - Rubens Peale, artista statunitense (n. 1784)
- 1867 - Kikukawa Eizan, pittore giapponese (n. 1787)
- 1867 - Liborio Romano, politico italiano (n. 1793)
- 1869 - Guglielmo di Urach, duca (n. 1810)
- 1869 - Laura Beatrice Oliva, scrittrice, educatrice e poetessa italiana (n. 1821)
- 1871 - Giuseppe Bruschetti, ingegnere e politico italiano (n. 1793)
- 1871 - Cornelius Roosevelt, imprenditore statunitense (n. 1794)
- 1871 - Carl Tausig, pianista polacco (n. 1841)
- 1873 - Joseph Streiter, politico, avvocato e scrittore austriaco (n. 1804)
- 1874 - Giacinto Maria Giuseppe de Ferrari, arcivescovo cattolico, religioso e teologo italiano (n. 1804)
- 1875 - Domenico Peranni, patriota e politico italiano (n. 1803)
- 1876 - Francis Conyngham, II marchese di Conyngham, politico e ufficiale britannico (n. 1797)
- 1878 - Aleardo Aleardi, poeta e politico italiano (n. 1812)
- 1878 - Giorgio Lana, militare e architetto italiano (n. 1824)
- 1881 - Jim Bridger, esploratore e avventuriero statunitense (n. 1804)
- 1883 - Antonio Minelli, tipografo e patriota italiano (n. 1798)
- 1883 - Tự Đức, imperatore vietnamita (n. 1829)
- 1887 - Dorothea Dix, attivista statunitense (n. 1802)
- 1887 - Nicaise de Keyser, pittore belga (n. 1813)
- 1889 - Sof'ja Aleksandrovna Urusova, nobildonna russa (n. 1804)
- 1892 - Carlo Cafiero, filosofo e anarchico italiano (n. 1846)
- 1893 - Anna Alcott Pratt, statunitense (n. 1831)
- 1894 - Francesco Carchidio Malavolti, militare italiano (n. 1861)
- 1894 - Charles Marie René Leconte de Lisle, poeta, traduttore e critico letterario francese (n. 1818)
- 1895 - Gijsbertus Craeyvanger, pittore olandese (n. 1810)
- 1896 - Rainilaiarivony, politico malgascio (n. 1828)
- 1897 - Giuseppe Nuvolari, imprenditore e patriota italiano (n. 1820)
- 1899 - Henri Bretonnet, ufficiale e esploratore francese (n. 1864)
- 1899 - Jan Pieter Six, numismatico e antiquario olandese (n. 1824)
- 1900 - Simon Dereure, operaio francese (n. 1838)

## XX secolo(265)
- 1901 - Fabio Borbottoni, pittore italiano (n. 1823)
- 1901 - Emily Shinner, violinista inglese (n. 1862)
- 1902 - Domenico Morea, storico e presbitero italiano (n. 1833)
- 1903 - James Abbott McNeill Whistler, pittore, incisore e litografo statunitense (n. 1834)
- 1904 - Wilhelm Marr, tedesco (n. 1819)
- 1904 - Isaac Roberts, astronomo britannico (n. 1829)
- 1906 - John William De Forest, scrittore statunitense (n. 1826)
- 1906 - Carlos Pellegrini, politico, avvocato e giornalista argentino (n. 1846)
- 1907 - Marie Magdalene Bull, attrice e fotografa norvegese (n. 1827)
- 1912 - Bronisław Abramowicz, pittore polacco (n. 1837)
- 1912 - Henri Poincaré, matematico, fisico e filosofo francese (n. 1854)
- 1913 - Jassim bin Mohammed Al Thani, sovrano qatariota (n. 1825)
- 1914 - Giuseppe Majelli, magistrato e politico italiano (n. 1827)
- 1915 - Angelo Bosi, militare italiano (n. 1862)
- 1915 - Francesco Fanciulli, direttore di banda e compositore italiano (n. 1853)
- 1915 - Çerçiz Topulli, patriota, scrittore e politico albanese (n. 1880)
- 1915 - Maria Carolina d'Asburgo-Teschen, nobile (n. 1825)
- 1916 - Robert Graham Jr., attore statunitense (n. 1858)
- 1917 - Arturo Reggio, scacchista e compositore di scacchi italiano (n. 1862)
- 1917 - Giuseppe Veronese, matematico italiano (n. 1854)
- 1918 - Clarence Bicknell, esperantista, matematico e religioso britannico (n. 1842)
- 1918 - Evgenij Botkin, medico russo (n. 1865)
- 1918 - Ivan Michajlovič Charitonov, cuoco e santo russo (n. 1870)
- 1918 - Anna Demidova, insegnante russa (n. 1878)
- 1918 - Nicola II di Russia, sovrano russo (n. 1868)
- 1918 - Aleksej Nikolaevič Romanov, nobile russo (n. 1904)
- 1918 - Aleksandra Fëdorovna Romanova, nobile tedesca (n. 1872)
- 1918 - Anastasija Nikolaevna Romanova, nobile e santa russa (n. 1901)
- 1918 - Marija Nikolaevna Romanova, nobile e santa russa (n. 1899)
- 1918 - Ol'ga Nikolaevna Romanova, nobile e santa russa (n. 1895)
- 1918 - Tat'jana Nikolaevna Romanova, nobile e santa russa (n. 1897)
- 1918 - Aleksej Egorovič Trupp, russo (n. 1856)
- 1919 - Sofia Bisi Albini, scrittrice e giornalista italiana (n. 1856)
- 1919 - Pietro d'Orléans, ufficiale e viaggiatore francese (n. 1845)
- 1920 - Heinrich Dressel, archeologo, numismatico e epigrafista tedesco (n. 1845)
- 1920 - Jesús Guajardo, generale messicano (n. 1892)
- 1921 - Camillo Corsi, politico italiano (n. 1860)
- 1921 - Séverin-Mars, attore francese (n. 1873)
- 1922 - Edoardo Daneo, politico e avvocato italiano (n. 1851)
- 1922 - Erwin Kern, militare e assassino tedesco (n. 1898)
- 1922 - Heinrich Rubens, fisico tedesco (n. 1865)
- 1922 - Shankarrao Chimnajirao Gandekar, principe indiano (n. 1854)
- 1923 - Luigi Pugliese, vescovo cattolico italiano (n. 1850)
- 1924 - Ricciotti Garibaldi, generale, politico e patriota italiano (n. 1847)
- 1924 - Isabella Stewart Gardner, collezionista d'arte e mecenate statunitense (n. 1840)
- 1925 - Lovis Corinth, pittore, incisore e docente tedesco (n. 1858)
- 1926 - Hermann Bollé, architetto tedesco (n. 1845)
- 1926 - Charles Pierrepont, IV conte Manvers, militare, politico e nobile inglese (n. 1854)
- 1926 - Giulio Vigoni, ingegnere e politico italiano (n. 1837)
- 1927 - Agostino Lo Piano Pomar, sindacalista e politico italiano (n. 1871)
- 1927 - Martin-Hubert Rutten, vescovo cattolico belga (n. 1841)
- 1928 - Giovanni Giolitti, politico italiano (n. 1842)
- 1928 - Álvaro Obregón, politico e generale messicano (n. 1880)
- 1928 - Carlo Sanna, generale e politico italiano (n. 1859)
- 1928 - Ugo di Sant'Onofrio del Castillo, politico italiano (n. 1844)
- 1929 - John Nicol Farquhar, missionario e orientalista britannico (n. 1861)
- 1929 - William Hauber, attore statunitense (n. 1891)
- 1930 - Federico Halbherr, archeologo e epigrafista italiano (n. 1857)
- 1931 - Paul Boeswillwald, architetto, storico dell'arte e restauratore francese (n. 1844)
- 1931 - Nicolae Paulescu, medico e politico rumeno (n. 1869)
- 1931 - Augusto Setti, magistrato e politico italiano (n. 1854)
- 1932 - Rasmus Rasmussen, attore norvegese (n. 1862)
- 1932 - Theodor Rosetti, politico e scrittore rumeno (n. 1837)
- 1933 - Gaetano Cresseri, pittore italiano (n. 1870)
- 1933 - Steponas Darius, aviatore e calciatore lituano (n. 1896)
- 1933 - Stasys Girėnas, aviatore statunitense (n. 1893)
- 1933 - Charles Prince, attore e regista francese (n. 1872)
- 1935 - Cudjoe Lewis, beninese
- 1935 - George William Russell, scrittore e pittore irlandese (n. 1867)
- 1935 - Daniel Salamanca, politico boliviano (n. 1863)
- 1936 - Stephen Roberts, regista e sceneggiatore statunitense (n. 1895)
- 1937 - Paul Arndt, archeologo tedesco (n. 1865)
- 1937 - Paolo Ferretti, pittore italiano (n. 1864)
- 1937 - Percy Gardner, archeologo e numismatico britannico (n. 1846)
- 1937 - Gabriel Pierné, compositore, organista e direttore d'orchestra francese (n. 1863)
- 1938 - Odorico Panfili, militare italiano (n. 1911)
- 1938 - Luigi Selvatico, pittore italiano (n. 1873)
- 1938 - Robert Wiene, regista, sceneggiatore e produttore cinematografico tedesco (n. 1873)
- 1939 - Carolina Magistrelli, insegnante e divulgatrice scientifica italiana (n. 1858)
- 1940 - Eugenio Cantoni, poeta e paroliere italiano (n. 1919)
- 1940 - Arnaldo Zocchi, scultore italiano (n. 1862)
- 1941 - Ira Davenport, giocatore di baseball, giocatore di football americano e mezzofondista statunitense (n. 1887)
- 1941 - Armand Dufaux, imprenditore e aviatore svizzero (n. 1883)
- 1941 - Rudolf Négely, pittore ungherese (n. 1883)
- 1941 - Ludwig Stubbendorf, cavaliere tedesco (n. 1906)
- 1942 - Kruger Gavioli, militare italiano (n. 1915)
- 1942 - Mario Paolucci, militare italiano (n. 1908)
- 1942 - Mario Giovanni Spotti, militare italiano (n. 1902)
- 1942 - Gherardo Vaiarini, militare italiano (n. 1891)
- 1942 - Patrick Joseph Whitney, presbitero e missionario irlandese (n. 1894)
- 1943 - Patrick Duncan, politico britannico (n. 1870)
- 1943 - William Fildew, direttore della fotografia statunitense (n. 1890)
- 1943 - Walther von Hünersdorff, generale tedesco (n. 1898)
- 1943 - Ettore Marroni, giornalista italiano (n. 1875)
- 1943 - Ugo Pellis, letterato e fotografo italiano (n. 1882)
- 1944 - Angelo De Sena, militare italiano (n. 1914)
- 1944 - Bruno Fanciullacci, partigiano italiano (n. 1919)
- 1944 - Bule Naipi, partigiana albanese (n. 1922)
- 1944 - Helene von Nostitz, scrittrice e pianista tedesca (n. 1878)
- 1944 - Danilo Preto, partigiano italiano (n. 1922)
- 1944 - Giuseppe Riccardi, militare italiano (n. 1918)
- 1944 - William James Sidis, statunitense (n. 1898)
- 1945 - Ernst Busch, generale tedesco (n. 1885)
- 1945 - Andrea Rapisardi Mirabelli, giurista italiano (n. 1883)
- 1946 - Tanasije Dinić, politico e militare serbo (n. 1891)
- 1946 - Florence Fuller, artista australiana (n. 1867)
- 1946 - Draža Mihailović, generale jugoslavo (n. 1893)
- 1946 - Albin Mlakar, militare austro-ungarico (n. 1890)
- 1947 - Kathryn Carver, attrice statunitense (n. 1899)
- 1947 - Carlos Chiacchio, giornalista, scrittore e medico brasiliano (n. 1884)
- 1948 - Gustaf Fjæstad, pittore e designer svedese (n. 1868)
- 1949 - Miel Mundt, calciatore olandese (n. 1880)
- 1949 - Temistocle Testa, militare e prefetto italiano (n. 1897)
- 1950 - Evangeline Booth, religiosa britannica (n. 1865)
- 1950 - Umberto Notari, giornalista, scrittore e editore italiano (n. 1878)
- 1951 - Giulio Fregosi, baritono italiano (n. 1887)
- 1951 - Riyad al-Sulh, politico libanese (n. 1894)
- 1952 - Vasilij Nikolaevič Platov, compositore di scacchi lettone (n. 1881)
- 1953 - Maude Adams, attrice teatrale statunitense (n. 1872)
- 1953 - Pëtr Borejša, calciatore russo (n. 1885)
- 1953 - Edgar Katzenstein, canottiere tedesco (n. 1879)
- 1954 - Henri Frankfort, archeologo e egittologo olandese (n. 1897)
- 1955 - Vincenzo Reschiglian, baritono italiano (n. 1874)
- 1956 - Aluízio Freire Ramos Accioly Neto, cestista brasiliano (n. 1912)
- 1956 - Bodo von Borries, ingegnere tedesco (n. 1905)
- 1956 - Nicolaus Hartmann, architetto svizzero (n. 1880)
- 1957 - Alessio Issupoff, pittore russo (n. 1889)
- 1958 - György Hlavay, allenatore di calcio e calciatore ungherese (n. 1888)
- 1959 - Billie Holiday, cantante statunitense (n. 1915)
- 1959 - Eugene Meyer, banchiere e editore statunitense (n. 1875)
- 1960 - Pavol Peter Gojdič, vescovo cattolico slovacco (n. 1888)
- 1960 - Maud Menten, scienziata, fisica e chimica canadese (n. 1879)
- 1961 - Ty Cobb, giocatore di baseball e allenatore di baseball statunitense (n. 1886)
- 1961 - Ol'ga Dmitrievna Forš, scrittrice sovietica (n. 1873)
- 1963 - Hanns-Erich Kaminski, giornalista e scrittore tedesco (n. 1899)
- 1963 - Adelina Magnetti, attrice italiana (n. 1880)
- 1963 - Dionisio Mejía, calciatore messicano (n. 1907)
- 1964 - Maurice Glaize, architetto e archeologo francese (n. 1886)
- 1964 - Lin Dai, attrice cinese (n. 1934)
- 1964 - Umberto Ricagno, generale italiano (n. 1890)
- 1964 - Clotide Rometti, politico e imprenditore italiano (n. 1882)
- 1965 - Dan Lewis, calciatore gallese (n. 1902)
- 1967 - Italo Alaimo, calciatore italiano (n. 1938)
- 1967 - John Coltrane, sassofonista e compositore statunitense (n. 1926)
- 1967 - Giuseppe Marchi, calciatore e allenatore di calcio italiano (n. 1904)
- 1967 - Gertrude McCoy, attrice statunitense (n. 1890)
- 1967 - Enzo Petito, attore italiano (n. 1897)
- 1967 - Edzard Jacob van Holthe, ammiraglio olandese (n. 1896)
- 1968 - Sindo Garay, compositore, chitarrista e cantante cubano (n. 1867)
- 1969 - Harry Benham, attore statunitense (n. 1884)
- 1969 - Leon Grochowski, vescovo vetero-cattolico polacco (n. 1886)
- 1969 - Félix de Pomés, calciatore, schermidore e attore spagnolo (n. 1890)
- 1969 - Jørgen Wagner Hansen, calciatore danese (n. 1925)
- 1970 - Juan Botella, tuffatore messicano (n. 1941)
- 1970 - Juano Hernández, attore portoricano (n. 1896)
- 1970 - François de Geoffre, aviatore, militare e scrittore francese (n. 1917)
- 1971 - Cliff Edwards, attore, cantante e doppiatore statunitense (n. 1895)
- 1971 - Frank Jerwood, canottiere britannico (n. 1885)
- 1971 - Gerald Nye, politico statunitense (n. 1892)
- 1972 - Albino Donati, politico italiano (n. 1902)
- 1972 - Oscar Engelstad, ginnasta norvegese (n. 1882)
- 1972 - Eduard Macheiner, arcivescovo cattolico austriaco (n. 1907)
- 1973 - Giuseppe Salvatore Candura, entomologo italiano (n. 1899)
- 1974 - Chet Brandenburg, attore statunitense (n. 1897)
- 1974 - Dizzy Dean, giocatore di baseball statunitense (n. 1910)
- 1974 - Gigi Ghirotti, giornalista e scrittore italiano (n. 1920)
- 1975 - Eugenio Artom, politico e avvocato italiano (n. 1896)
- 1975 - Boris Andreevič Babočkin, regista cinematografico sovietico (n. 1904)
- 1975 - Ezio Donatini, politico italiano (n. 1888)
- 1975 - Luigi Grassi, politico, antifascista e partigiano italiano (n. 1904)
- 1975 - Paul Hoenen, calciatore francese (n. 1899)
- 1976 - Arthur Hornblow, produttore cinematografico statunitense (n. 1893)
- 1976 - Lucie Mannheim, attrice tedesca (n. 1899)
- 1976 - Rina Morelli, attrice e doppiatrice italiana (n. 1908)
- 1976 - Mario Pisu, attore e doppiatore italiano (n. 1910)
- 1977 - Osmín Aguirre y Salinas, politico e militare salvadoregno (n. 1889)
- 1977 - Dhia Cristiani, attrice e doppiatrice italiana (n. 1921)
- 1977 - Vincenzo Dattilo, bibliotecario, giornalista e politico italiano (n. 1887)
- 1977 - Billy Gonsalves, calciatore statunitense (n. 1908)
- 1977 - Witold Małcużyński, pianista polacco (n. 1914)
- 1977 - Giovanni Petrucci, politico italiano (n. 1898)
- 1977 - Zózimo, calciatore brasiliano (n. 1932)
- 1978 - Thayer David, attore statunitense (n. 1927)
- 1978 - Giuseppe Germani, calciatore e arbitro di calcio italiano (n. 1896)
- 1978 - Fëdor Davydovič Kulakov, politico sovietico (n. 1918)
- 1978 - François Varillon, gesuita e scrittore francese (n. 1905)
- 1979 - Edward Akufo-Addo, politico ghanese (n. 1906)
- 1979 - Xavier Bueno, pittore spagnolo (n. 1915)
- 1979 - Ernesto Del Giudice, agronomo e politico italiano (n. 1906)
- 1980 - Don "Red" Barry, attore statunitense (n. 1910)
- 1980 - Boris Nikolaevič Delone, matematico sovietico (n. 1890)
- 1980 - Francesco Ferrari, politico italiano (n. 1893)
- 1980 - Roberto Goitre, direttore di coro, compositore e docente italiano (n. 1927)
- 1980 - Alan Mansfield, avvocato australiano (n. 1902)
- 1980 - Marcelo Quiroga Santa Cruz, politico boliviano (n. 1931)
- 1980 - Česlavs Stančiks, calciatore lettone (n. 1896)
- 1981 - Giuseppe Abbruzzese, politico italiano (n. 1917)
- 1981 - Sam Bartram, calciatore e allenatore di calcio inglese (n. 1914)
- 1981 - Semёn Iosifovič Derevjanskij, regista cinematografico sovietico (n. 1902)
- 1982 - Bob John, calciatore e allenatore di calcio gallese (n. 1899)
- 1983 - Erik Börjesson, calciatore svedese (n. 1888)
- 1983 - Josef Tauchner, sollevatore austriaco (n. 1929)
- 1984 - Bessie Jones, cantante statunitense (n. 1902)
- 1984 - Arrigo Polillo, giornalista e critico musicale italiano (n. 1919)
- 1984 - Karl Wolff, militare tedesco (n. 1900)
- 1985 - Stefano Giovannone, militare e agente segreto italiano (n. 1921)
- 1985 - Susanne K. Langer, filosofa statunitense (n. 1895)
- 1985 - Margo, attrice e ballerina messicana (n. 1917)
- 1985 - Wynn Stewart, cantante statunitense (n. 1934)
- 1985 - Piero Vinci, diplomatico italiano (n. 1912)
- 1986 - René de Castries, storico francese (n. 1908)
- 1986 - Alexis Mony, calciatore francese (n. 1897)
- 1987 - Oscar Andriani, attore italiano (n. 1905)
- 1987 - Jörg Fauser, scrittore, giornalista e traduttore tedesco (n. 1944)
- 1987 - Louis-Séverin Haller, abate e vescovo cattolico svizzero (n. 1895)
- 1987 - Yūjirō Ishihara, attore e cantante giapponese (n. 1934)
- 1987 - Howard McGhee, trombettista statunitense (n. 1918)
- 1987 - Kristjan Palusalu, lottatore estone (n. 1908)
- 1987 - Paul Seltenhammer, costumista e scenografo austriaco (n. 1903)
- 1988 - Bruiser Brody, wrestler statunitense (n. 1946)
- 1988 - Fёdor Nikitin, attore sovietico (n. 1900)
- 1989 - Dudley Brooks, musicista statunitense (n. 1913)
- 1989 - Paul Lemerle, storico francese (n. 1903)
- 1989 - Luis Muñoz Cabrero, bobbista spagnolo (n. 1928)
- 1989 - Emīls Urbāns, calciatore lettone (n. 1904)
- 1990 - Guglielmo Giovannini, allenatore di calcio e calciatore italiano (n. 1925)
- 1990 - Wilf Grant, allenatore di calcio e calciatore inglese (n. 1920)
- 1990 - Edward Aloysius Murphy, militare e ingegnere statunitense (n. 1918)
- 1991 - Enzo Fabbri, calciatore italiano (n. 1920)
- 1991 - Joseph Gargitter, vescovo cattolico italiano (n. 1917)
- 1991 - Harold Robert Perry, vescovo cattolico statunitense (n. 1916)
- 1992 - Kanan Devi, attrice indiana (n. 1916)
- 1992 - Larry Roberts, doppiatore statunitense (n. 1926)
- 1992 - Fëdor Ivanovič Samochin, scrittore, giornalista e traduttore russo (n. 1918)
- 1993 - Luciano Cian, psicologo e presbitero italiano (n. 1939)
- 1993 - Pál Dunay, schermidore ungherese (n. 1909)
- 1993 - Giorgio Genel, arbitro di calcio italiano (n. 1928)
- 1994 - Krešimir Arapović, calciatore e allenatore di calcio jugoslavo (n. 1924)
- 1994 - Jean Borotra, tennista, politico e imprenditore francese (n. 1898)
- 1994 - Jerry Mays, giocatore di football americano statunitense (n. 1939)
- 1994 - Domenico Rudatis, scrittore, esoterista e alpinista italiano (n. 1898)
- 1994 - Gozo Shioda, artista marziale giapponese (n. 1915)
- 1995 - Gani Bobi, filosofo e sociologo albanese (n. 1943)
- 1995 - Harvey Charters, canoista canadese (n. 1912)
- 1995 - Juan Manuel Fangio, pilota automobilistico argentino (n. 1911)
- 1995 - Harry Guardino, attore statunitense (n. 1925)
- 1995 - Maša Haľamová, poetessa e drammaturga slovacca (n. 1908)
- 1996 - Chas Chandler, musicista e produttore discografico britannico (n. 1938)
- 1996 - Marcel Dadi, chitarrista francese (n. 1951)
- 1996 - Bratko Kreft, scrittore sloveno (n. 1905)
- 1996 - Karl Mocker, politico tedesco (n. 1905)
- 1996 - Paul Touvier, militare francese (n. 1915)
- 1997 - Bianco Bianchi, pistard e ciclista su strada italiano (n. 1917)
- 1997 - Efrem Ferrari, architetto italiano (n. 1910)
- 1997 - Hugo Gunckel Lüer, naturalista e botanico cileno (n. 1901)
- 1998 - Lamberto Gardelli, direttore d'orchestra italiano (n. 1915)
- 1998 - Joseph Maher, attore irlandese (n. 1933)
- 1998 - Claudia Testoni, ostacolista, velocista e lunghista italiana (n. 1915)
- 1999 - Arthur Allen Hoag, astronomo statunitense (n. 1921)
- 1999 - Donal McCann, attore irlandese (n. 1943)
- 1999 - Patricia Zipprodt, costumista statunitense (n. 1925)
- 2000 - Pascale Audret, attrice e cantante francese (n. 1935)
- 2000 - Aligi Sassu, pittore e scultore italiano (n. 1912)
- 2000 - Ugo Zatterin, giornalista italiano (n. 1920)
- 2000 - Zhao Lirong, attrice e cantante cinese (n. 1928)

## XXI secolo(152)
- 2001 - Yehiel De-Nur, scrittore polacco (n. 1909)
- 2001 - Tito Foppa Pedretti, imprenditore italiano (n. 1925)
- 2001 - Andrea Lo Jacono, funzionario italiano (n. 1911)
- 2001 - Katharine Graham, giornalista e editrice statunitense (n. 1917)
- 2001 - Heinz Satrapa, calciatore e allenatore di calcio tedesco orientale (n. 1927)
- 2001 - Wilhelm Simetsreiter, calciatore tedesco (n. 1915)
- 2001 - Sylvia Kuumba Williams, attrice e cantante statunitense (n. 1941)
- 2002 - Ubiratan Pereira Maciel, cestista brasiliano (n. 1944)
- 2002 - Harry Gerstad, montatore statunitense (n. 1909)
- 2002 - Joseph Luns, politico e diplomatico olandese (n. 1911)
- 2002 - George Rickey, artista statunitense (n. 1907)
- 2002 - André Simonyi, calciatore francese (n. 1914)
- 2003 - David Kelly, microbiologo e virologo britannico (n. 1944)
- 2003 - Rosalyn Tureck, pianista e clavicembalista statunitense (n. 1913)
- 2003 - Walter Zapp, inventore e imprenditore lettone (n. 1905)
- 2004 - Grzegorz Cziura, sollevatore polacco (n. 1952)
- 2004 - Jeanette Dolson, velocista canadese (n. 1918)
- 2004 - Marty Passaglia, cestista e allenatore di pallacanestro statunitense (n. 1919)
- 2004 - Pat Roach, attore cinematografico e wrestler britannico (n. 1937)
- 2004 - Robert Smylie, politico statunitense (n. 1914)
- 2005 - Laurel Aitken, cantante cubano (n. 1927)
- 2005 - Gina Lagorio, scrittrice e critica letteraria italiana (n. 1922)
- 2005 - David Cluett, calciatore maltese (n. 1965)
- 2005 - Geraldine Fitzgerald, attrice irlandese (n. 1913)
- 2005 - Edward Heath, politico e militare britannico (n. 1916)
- 2005 - Magdalena Mouján, matematica e scrittrice argentina (n. 1926)
- 2005 - Maria Vierdag, nuotatrice olandese (n. 1905)
- 2006 - Sergius Golowin, scrittore e bibliotecario svizzero (n. 1930)
- 2006 - Mickey Spillane, scrittore, sceneggiatore e fumettista statunitense (n. 1918)
- 2007 - Veljko Bakašun, pallanuotista jugoslavo (n. 1920)
- 2007 - Vincenzo Maranghi, banchiere italiano (n. 1937)
- 2007 - Liliana Ragusa Gilli, matematica e insegnante italiana (n. 1919)
- 2007 - Teresa Stich-Randall, soprano statunitense (n. 1927)
- 2008 - Piero Aggradi, calciatore e dirigente sportivo italiano (n. 1934)
- 2008 - Giorgio Ceragioli, ingegnere italiano (n. 1930)
- 2008 - Larry Haines, attore statunitense (n. 1918)
- 2008 - Ahmed Labidi, maratoneta e mezzofondista tunisino (n. 1923)
- 2008 - Domenico Lucciarini, wrestler e attore italiano (n. 1936)
- 2008 - Angie Zapata, statunitense (n. 1989)
- 2009 - Meir Amit, politico, generale e agente segreto israeliano (n. 1921)
- 2009 - Antonio Berté, pittore italiano (n. 1936)
- 2009 - Gordon Burn, scrittore britannico (n. 1948)
- 2009 - Luigi Carzino, calciatore italiano (n. 1926)
- 2009 - Walter Cronkite, giornalista e conduttore televisivo statunitense (n. 1916)
- 2009 - Valerio Gildoni, militare italiano (n. 1969)
- 2009 - Otto Göbl, bobbista tedesco (n. 1936)
- 2009 - Richard Hall, ufologo statunitense (n. 1930)
- 2009 - Vladimir Il'in, calciatore sovietico (n. 1928)
- 2009 - Leszek Kołakowski, filosofo, storico e saggista polacco (n. 1927)
- 2009 - Jean Margéot, cardinale e vescovo cattolico mauriziano (n. 1916)
- 2009 - Mahmud Sulayman al-Maghribi, politico libico (n. 1935)
- 2010 - Bernard Giraudeau, attore e regista francese (n. 1947)
- 2010 - Yusuke Oeda, goista giapponese (n. 1935)
- 2010 - Rudi Theissen, ciclista su strada e pistard tedesco (n. 1926)
- 2011 - Juan Arza, calciatore e allenatore di calcio spagnolo (n. 1923)
- 2011 - Ugo Bellocchi, storico, giornalista e bibliotecario italiano (n. 1920)
- 2011 - Juan María Bordaberry, politico uruguaiano (n. 1928)
- 2011 - Italo Carminati, calciatore italiano (n. 1935)
- 2011 - Margaret Fitts, sceneggiatrice e autrice televisiva statunitense (n. 1923)
- 2011 - Takaji Mori, dirigente sportivo, allenatore di calcio e calciatore giapponese (n. 1943)
- 2011 - Cesare Pisani, chimico e fisico italiano (n. 1938)
- 2011 - Graciela Rivera, cantante lirica portoricana (n. 1921)
- 2011 - Ștefan Sameș, calciatore rumeno (n. 1951)
- 2011 - Taiji, bassista giapponese (n. 1966)
- 2012 - Ottorino Pietro Alberti, arcivescovo cattolico italiano (n. 1927)
- 2012 - Giovanni Ferrante, politico italiano (n. 1940)
- 2012 - Morgan Paull, attore statunitense (n. 1944)
- 2012 - Vinicio Scipioni, politico e sindacalista italiano (n. 1936)
- 2013 - Henri Alleg, giornalista francese (n. 1921)
- 2013 - Vincenzo Cerami, scrittore, giornalista e sceneggiatore italiano (n. 1940)
- 2013 - Jack-Alain Léger, scrittore, traduttore e musicista francese (n. 1947)
- 2013 - Giancarlo Rossi, politico italiano (n. 1925)
- 2013 - Domenico Tudisco, scultore italiano (n. 1919)
- 2013 - Luis Ubiña, calciatore uruguaiano (n. 1940)
- 2013 - David White, allenatore di calcio e calciatore scozzese (n. 1933)
- 2014 - Henry Hartsfield, astronauta statunitense (n. 1933)
- 2014 - Joep Lange, medico olandese (n. 1954)
- 2014 - Bill Mulliken, nuotatore statunitense (n. 1939)
- 2014 - Otto Piene, artista tedesco (n. 1928)
- 2014 - Bruno Sobrero, atleta italiano (n. 1920)
- 2014 - Elaine Stritch, attrice e cantante statunitense (n. 1925)
- 2014 - Fariha al-Berkawi, politica e attivista libica
- 2015 - Bill Arnsparger, allenatore di football americano statunitense (n. 1926)
- 2015 - Giorgio Barbana, calciatore italiano (n. 1949)
- 2015 - Jules Bianchi, pilota automobilistico francese (n. 1989)
- 2015 - Zaim Kobilica, pallamanista bosniaco (n. 1965)
- 2015 - John Taylor, pianista e compositore britannico (n. 1942)
- 2016 - Wendell Anderson, politico e hockeista su ghiaccio statunitense (n. 1933)
- 2016 - Eliakim Araújo, giornalista brasiliano (n. 1941)
- 2016 - Harry Wade, cestista canadese (n. 1928)
- 2017 - Harvey Atkin, doppiatore e attore canadese (n. 1942)
- 2017 - Martha Nava, cestista messicana
- 2017 - Sergio Pisano, cestista uruguaiano (n. 1941)
- 2018 - Gary Beach, attore statunitense (n. 1947)
- 2018 - Yvonne Blake, costumista e attrice britannica (n. 1940)
- 2019 - Palma Calderoni, cantante italiana (n. 1946)
- 2019 - Andrea Camilleri, scrittore, sceneggiatore e regista italiano (n. 1925)
- 2019 - Warren Cole, canottiere neozelandese (n. 1940)
- 2019 - Nikola Hajdin, ingegnere serbo (n. 1923)
- 2019 - Giuseppe Merlo, tennista italiano (n. 1927)
- 2019 - Robert Waseige, allenatore di calcio e calciatore belga (n. 1939)
- 2020 - Ekaterina Aleksandrovskaja, pattinatrice artistica su ghiaccio russa (n. 2000)
- 2020 - Gian Franco Anedda, politico e avvocato italiano (n. 1930)
- 2020 - John Byng-Hall, psichiatra britannico (n. 1937)
- 2020 - Enrico Ganni, traduttore italiano (n. 1950)
- 2020 - Zenon Grocholewski, cardinale e arcivescovo cattolico polacco (n. 1939)
- 2020 - Pierfrancesco Grossi, giurista italiano (n. 1934)
- 2020 - Derek Ho, surfista statunitense (n. 1964)
- 2020 - Zizi Jeanmaire, ballerina, attrice e showgirl francese (n. 1924)
- 2020 - John Lewis, politico statunitense (n. 1940)
- 2020 - Volodymyr Lozyns'kyj, calciatore e allenatore di calcio sovietico (n. 1955)
- 2020 - Silvio Marzolini, calciatore e allenatore di calcio argentino (n. 1940)
- 2020 - James Innell Packer, teologo canadese (n. 1926)
- 2020 - Ron Tauranac, progettista e imprenditore australiano (n. 1925)
- 2021 - Pilar Bardem, attrice spagnola (n. 1939)
- 2021 - Claudine Hermann, fisica e attivista francese (n. 1945)
- 2021 - Williams Martínez, calciatore uruguaiano (n. 1982)
- 2021 - Giuseppe Cesare Perola, astrofisico italiano (n. 1940)
- 2021 - Marcel Queheille, ciclista su strada francese (n. 1930)
- 2021 - Jacqueline Sassard, attrice francese (n. 1940)
- 2021 - Robby Steinhardt, violinista, cantante e compositore statunitense (n. 1950)
- 2021 - Jacques Séréfio, cestista centrafricano (n. 1947)
- 2021 - Graham Vick, regista teatrale inglese (n. 1953)
- 2021 - Milan Živadinović, calciatore e allenatore di calcio serbo (n. 1944)
- 2022 - Giorgio Canestri, politico italiano (n. 1934)
- 2022 - Ottavio Cinquanta, dirigente sportivo italiano (n. 1938)
- 2022 - Erden Kiral, regista e sceneggiatore turco (n. 1942)
- 2022 - Ennio Peres, enigmista italiano (n. 1945)
- 2022 - Francesco Rizzo, calciatore e dirigente sportivo italiano (n. 1943)
- 2023 - Robert Budzynski, calciatore e dirigente sportivo francese (n. 1940)
- 2023 - João Donato, pianista, fisarmonicista e compositore brasiliano (n. 1934)
- 2023 - Denis Ivanov, militare russo (n. 1981)
- 2023 - Mangala Narlikar, matematica indiana (n. 1943)
- 2023 - Egidio Pedrini, politico italiano (n. 1944)
- 2023 - Vanderlei Eustáquio de Oliveira, calciatore brasiliano (n. 1950)
- 2024 - Mario Barra, matematico italiano
- 2024 - José Cerveró, calciatore e allenatore di calcio spagnolo (n. 1949)
- 2024 - Cheng Pei-pei, attrice e produttrice cinematografica cinese (n. 1946)
- 2024 - Giancarlo Guardabassi, disc jockey, cantante e paroliere italiano (n. 1937)
- 2024 - Dietrich Hahn, giornalista e pubblicista tedesco (n. 1946)
- 2024 - Rosa Regàs, scrittrice spagnola (n. 1933)
- 2024 - Happy Traum, chitarrista e suonatore di banjo statunitense (n. 1938)
- 2025 - Felix Baumgartner, paracadutista e base jumper austriaco (n. 1969)
- 2025 - Alan Bergman, paroliere statunitense (n. 1925)
- 2025 - Andrea Bonomi, filosofo italiano (n. 1940)
- 2025 - Bryan Braman, giocatore di football americano statunitense (n. 1987)
- 2025 - Titta Colleoni, musicista, compositore e pianista italiano (n. 1947)
- 2025 - Wyn Davies, calciatore gallese (n. 1942)
- 2025 - Nicolò Falsaperna, generale italiano (n. 1958)
- 2025 - Francesco Gnerre, saggista, critico letterario e sociologo italiano (n. 1944)
- 2025 - Giuseppe Spalazzi, calciatore italiano (n. 1943)
- 2025 - Udo Voigt, politico tedesco (n. 1952)

## Senza anno specificato(1)
- Teodosio di Auxerre, vescovo francese